# Astragalus rassulovae
Astragalus rassulovae är en ärtväxtart som beskrevs av Dieter Podlech. Astragalus rassulovae ingår i släktet vedlar, och familjen ärtväxter. Inga underarter finns listade i Catalogue of Life.